# Corrupción en Argentina
La corrupción en Argentina, así como su denuncia y la lucha contra los actos de corrupción, tienen antecedentes de larga data. En 1890, el presidente Miguel Juárez Celman, cuñado a su vez del importante político Julio Argentino Roca, debió renunciar a raíz del golpe de Estado de 1890 que si bien fracasó militarmente lo afectó políticamente, en medio de graves denuncias de corrupción. El período conocido como la Década Infame (1930-1943), fue denominado así por los generalizados actos de corrupción que involucraron a los partidos oficialistas y opositores. En ese momento el senador Lisandro de la Torre se hizo célebre por denunciar los negociados de los frigoríficos ingleses y funcionarios del gobierno, ganándose el apodo del Fiscal de la Patria. 
Entre los casos más resonantes se encuentran los que involucraron a las empresas Baring Brothers, los ferrocarriles ingleses, la Compañía Hispanoamericana de Electricidad (CHADE) y la Compañía Ítalo Argentina de Electricidad (la Ítalo), los frigoríficos ingleses y las empresas Swift y Deltec, IBM, Siemens, entre otros empresarios. 
En 2018 de acuerdo al Índice de percepción de corrupción Argentina figura en el puesto 85 sobre 175 países. En 2019  Argentina figura en el mismo  índice en el puesto 66 sobre 180 países.

## Mecanismos contra la corrupción
Los principales mecanismos para la lucha contra la corrupción en el Estado nacional, son la Auditoría General de la Nación y la Oficina Anticorrupción. Cada provincia y el Gobierno de la Ciudad de Buenos Aires, tienen entidades similares. El código penal argentino contempla el delito de enriquecimiento ilícito, que considera que es el funcionario quien debe probar de donde provienen sus fondos y los motivos del aumento de su patrimonio y no a la inversa - que el denunciante tenga que probar el enriquecimiento ilícito -.Los delitos de lavado de dinero y asociación ilícita, también son usuales en las imputaciones en los casos de corrupción.
| Puntuación superior a 90 Puntuación igual o entre 80 y 89 Puntuación igual o entre 70 y 79 Puntuación igual o entre 60 y 69 Puntuación igual o entre 50 y 59 Puntuación igual o entre 40 y 49 | Puntuación igual o entre 30 y 39 Puntuación igual o entre 20 y 29 Puntuación igual o entre 10 y 19 Puntuación inferior a 10 Datos no disponibles |

Mapa que muestra los países y territorios según el Índice de Percepción de la Corrupción 2022, en orden ascendente. Argentina tiene un puntaje de 38 puntos de 100.

En 1999 fue creada  la Oficina Anticorrupción una secretaría perteneciente al Ministerio de Justicia y Derechos Humanos de Argentina, la cual se encuentra a cargo de un Secretario de Ética Pública, Transparencia y Lucha contra la Corrupción. Se encarga de investigar y perseguir casos de corrupción política en el ámbito de la Administración Pública Nacional centralizada y Descentralizada. la oficina actúa en el ámbito de la Administración Pública Nacional centralizada y descentralizada, empresas, sociedades y todo otro ente público o privado con participación del Estado o que tenga como principal fuente de recursos el aporte estatal. Cabe aclarar que la OA no tiene competencia para realizar investigaciones en el ámbito del Poder Legislativo, el Poder Judicial o en los organismos de las Administraciones Provinciales y Municipales.
Durante 2003 mediante el Decreto N.º 1172 del 3 de diciembre de 2003, se estableció el Reglamento General del Acceso a la Información Pública para el Poder Ejecutivo Nacional reconociendo en el Derecho a la Información una precondición para el ejercicio de la participación ciudadana en un sistema democrático
Durante la presidencia de Mauricio Macri se sancionó el 19 de octubre de 2016 la ley 27.304 que sustituyó el art. 41 ter del Código Penal, que creó la figura del imputado arrepentido, que es la persona que dentro de un proceso penal brinda información o datos precisos, comprobables y verosímiles y contribuyan a evitar o impedir el comienzo, la permanencia o consumación del delito; a esclarecer el hecho y a revelar la identidad o paradero de autores, instigadores o partícipes, a condición de que sean suficientes para que permitan un avance significativo de la investigación, y que permita recuperar los bienes o ganancias del delito, o conocer cómo se financian las organizaciones criminales, a cambio de beneficios.
La Cámara Federal de Casación Penal declaró, en el marco del Caso IBM-Banco Nación, en agosto de 2018 que los delitos de corrupción no prescriben; el juez Gustavo Hornos afirmó al fundamentar su voto que "quien se enriquece mediante la comisión de un grave delito doloso contra el Estado atenta contra el sistema democrático" cuando se producen mediante maniobras delictivas que por su complejidad, su daño o extensión puedan socavar las instituciones o los valores de la democracia por lo que conforme a artículo 36 de la Constitución Nacional resultan imprescriptibles.

## SigloXVIIIyXIX
La corrupción en Argentina comenzó con la colonización española y la práctica del contrabando a gran escala por los altos funcionarios, que hizo del incumplimiento de la ley una costumbre generalizada.
El expresidente Domingo F. Sarmiento, denuncia en una carta que le enviara a Mariano Sarratea, los actos de corrupción cometidos por Bartolomé Mitre durante su presidencia (1862-1868) y fundador del diario La Nación, aún activo:

(La casa de Bartolomé Mitre) fue negociada por agentes que habían obtenido la suscripción de los proveedores que mediante su despilfarro de las rentas han ganado millones, como Lezica, Lanús, Galván, que al fin la costearon en su totalidad. Mitre sabe que con un poco de insistencia, con amaños conocidos, con muchos hombres que le deben o la impunidad o la fortuna mal adquirida, todo se puede conseguir.

Luís Alves de Lima e Silva, comandante de las tropas brasileñas durante la Guerra de la Triple Alianza (1864-1870) afirmó que el gobierno argentino no quería terminar la guerra, debido a los negocios ilegales que estaban realizando aprovechando la misma.
La crisis de 1890 sacó a la luz la corrupción escandalosa del presidente Miguel Juárez Celman (1886-1890). Juan Balestra escribía en 1935 que Juárez Célman se convirtió en el hombre más rico de Argentina gracias a la corrupción:

La honestidad transa con la codicia (...) Ha llegado la hora de la coima (...). No se denuncian públicamente los casos pero no se habla de otra cosa en las acres maledicencias de la calle y el Club". En la novela La Bolsa publicada ese mismo año como folletín en La Nación, abundan los funcionarios que cobran sobornos o pagan sus placeres con dinero del Estado. "Bah, de todos modos es el pueblo el que paga", dice un ministro, mientras mete quinientos pesos en un sobre para su amante.
Juan Balestra

Entre 1895 y 1901 Francisco Sicardi escribió cinco tomos de un libro titulado Libro extraño, detallando los sobornos y la corrupción en la urbanización de Buenos Aires.

## SigloXX
El 10 de marzo de 1907 el diario La Razón reflejó la magnitud que había alcanzado la corrupción en Argentina titulando un artículo "El imperio de la coima". Tres años después, durante el Centenario, el periódico italiano La Stampa revelaba la corrupción generalizada:

(En Argentina) la propina es una institución: tiene un nombre solemne de resonancia griega. Se llama coima. Todos coimean: desde quien desempeña cargos superiores hasta el último inspector. Es una práctica tan normal que si alguien decidiera obtener algo sin recurrir a esa gran señora de las transacciones oficiales correría el riesgo de ser tachado de loco. Hay coimas y coimas. Las hay pequeñas, insignificantes. Corresponden a los empleados de menor jerarquía: al portero, al mandadero, al escribiente. Pero las coimas grandes, las que merecen ampliamente su nombre y que hacen que se hable de ellas con admiración y envidia son las que se vinculan con los contratos del Estado, que los hay por armas, ferrocarriles, puertos, construcción de edificios, algunos de ellos monumentales, con ladrillos importados de Inglaterra, mármoles de Italia y luminarias de Francia.

En enero de 1929, durante la segunda presidencia de Hipólito Yrigoyen, Roberto Arlt publicó en el diario El Mundo, un artículo titulado "Su Majestad, la coima", donde escribe:

La coima es la polilla que roe el mecanismo de nuestra administración, la rémora que detiene la marcha de la nave del Estado (y esta vez es cierto el mito de la rémora y la macana de la nave del Estado), la coima es el aceite lustral conque cuanto bicho inspector y subinspector que vagabundea por ahí, lubrifica sus articulaciones y engorda su estómago; la coima es la madre de muchos bienestares, el alma de numerosas prosperidades, el ángel tutelar de los que venden aserrín por harina, achicoria por café, pan quemado por chocolate, mármol molido por azúcar, la coima es la diosa protectora de todos los tahúres que pululan en nuestra tierra, de todos los comisarios que entran flacos y salen gordos, de todos los magistrados que se taponan los oídos para no escuchar los alaridos de la justicia, ¿qué no es la coima, la enorme, la nutritiva coima? Donde se clave la vista, allí está: invisible, segura, efectiva, certera. La coima es la que moviliza los escritos en un juzgado; la coima es la que arranca un certificado de buena conducta para un específico fascineroso, la coima es la que le da ciudadanía de honestidad a un granuja cien veces más ladrón que el ladró Gesta; la coima es la que ablanda y humaniza al inspector personudo, al abogado recio, al escribano melifluo, al oficial de justicia inexorable, al médico talentudo. La coima, invisible, penetrante, ardua e infalible, penetra por todas partes y compra al grande, al cogotudo y al severo como al pequeño, al modesto y al humilde que se conforma y transige con tal que le den para un café con leche.
Roberto Arlt

### La prórroga de concesiones del servicio eléctrico

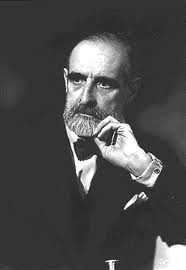
El político monárquico-franquista Francisco Cambó fue el presidente de la CHADE. Impuso una gestión empresarial que promovió sistemáticamente la corrupción política.

La CHADE-CADE y la CIAE eran titulares de la concesión del servicio eléctrico de Buenos Aires, debido a contratos realizados en la primera década del siglo XX (1907 para la primera y 1912 para la segunda). El plazo de la concesión era de 50 años con vencimiento en 1957 y 1962, respectivamente.
El 8 de octubre de 1936 la CHADE-CADE presentó una propuesta al Concejo Deliberante para extender la concesión 25 años más (desde 1957), con opción a otros 25 y dejar sin efecto las cláusulas que no había cumplido. Los sectores más progresistas y honestos de la Unión Cívica Radical, intentaron abortar el negociado ordenando a los concejales radicales oponerse al proyecto. Finalmente, el 29 de diciembre de diciembre de 1936 se aprobaron las ordenanzas 8028 y 8029 estableciendo las prórrogas de las concesiones para la CHADE-CADE y la Italo.
La CHADE-CADE estaba presidida por el político español Francisco Cambó, quien llevó adelante una política sistemática de corrupción, tanto en la Argentina, como en Chile y Uruguay, llegando a sobornar al presidente radical Marcelo T. de Alvear (1922-1928) y al presidente conservador Agustín P. Justo (1932-1938). Su biógrafo Borja de Riquer i Permanyer dice al respecto:

La propia CHADE, durante los años en que fue presidida por él (Francisco Cambó), recurrió constantemente al soborno de políticos argentinos, uruguayos y chilenos para defender sus grandes intereses económicos. Fueron especialmente escandalosas las relaciones de la CHADE con el partido Radical argentino, con el presidente Marcelo T. Alvear, así como con el intendente de Buenos Aires, Mariano de Vedia y Mitre y, más tarde, con el presidente Agustín P. Justo.

En 1941 el Comité Nacional de la UCR intentó crear una comisión que investigara los delitos cometidos por miembros del radicalismo en el negociado de la CHADE-CADE, pero Marcelo T. de Alvear bloqueó la iniciativa con el argumento de que «se está exagerando los vicios del sistema democrático». Poco después, cuando la Cámara de Diputados de la Nación creó una comisión con el mismo objeto, «presionó a su presidente, el Dr. Emilio Ravignani, para que la conducta de los concejales implicados no quedara descubierta».
Una de las primeras medidas tomadas por el dictador general Pedro Pablo Ramírez luego de derrocar al presidente Ramón Castillo el 4 de junio de 1943 fue crear una Comisión Investigadora de los pormenores de la prórroga de las concesiones eléctricas en 1936. La Comisión fue puesta bajo la dirección del Coronel Matías Rodríguez Conde y estaba integrada también por el ingeniero Juan Sabato (hermano del Ernesto Sabato y futuro miembro del grupo íntimo de Raúl Alfonsín) y el abogado Juan P. Oliver. La Comisión entrevistó a la mayor parte de los involucrados y obtuvo documentación crucial para develar los mecanismos internos de la corrupción, como el intercambio telegráfico interno de las empresas.
El 27 de mayo de 1944 la Comisión terminó su trabajo realizando un informe y proponiendo dos decretos para cancelar las personerías jurídicas de la CADE, la CIAE y la ANSAC, anulando las prórrogas y reduciendo las tarifas. Inicialmente el trámite de los proyectos fue paralizado por decisión del entonces vicepresidente Juan D. Perón. La CHADE, la CIAE y la ANSAC no fueron estatizadas durante el gobierno de Perón (1946-1955); en el caso de la CADE, había aportado financieramente en la campaña de Perón para las elecciones.
En 1955 tomó el poder una dictadura autodenominada Revolución Libertadora luego de derrocar al gobierno constitucional presidido por Juan D. Perón. Los días 24 y 25 de abril de 1956, la Junta Consultiva de la dictadura, integrada por los partidos antiperonistas, aconsejó aprobar los decretos recomendados por el Informe Rodríguez Conde, cancelando las personerías jurídicas de la CADE, la CIADE y la ANSEC. El 22 de julio de 1957 una Comisión Asesora presidida por el procurador Sebastián Soler, aconsejó declarar nulos los decretos de 1936 y restablecer las concesiones de 1907 y 1912.
El 23 de julio de 1957 el dictador Pedro Eugenio Aramburu siguió este último consejo y firmó el Decreto N.º 8377/57, declarando la nulidad de los dos decretos de 1936 y declarando la vigencia de las concesiones tal como habían sido establecidas en 1907 para la CADE y el 1912 para la CIADE. Debido a que la concesión de la CADE vencía ese el 31 de diciembre de ese año, el decreto dispuso la intervención de la CADE a fin de garantizar la entrega de sus bienes a la Municipalidad de Buenos Aires.
La CADE y la CIADE iniciaron entonces una campaña internacional contra la decisión de la dictadura y cuestionaron judicialmente el decreto de nulidad de las concesiones y solicitó una medida de no innovar. La dictadura aceptó la medida de no innovar y el juez interviniente la dictó, aclarando que la misma no impedía al Estado ejercer su derecho de expropiar las empresas si así lo decidía. Al llegar el 31 de diciembre de 1957, fecha de finalización de la concesión de la CADE iniciada en 1907, nada sucedió.
Pocos meses después asumió la presidencia Arturo Frondizi, candidato de la el Unión Cívica Radical Intransigente (UCRI) que se definía a sí misma como "anticadista". Del Río da cuenta de los datos históricos que señalan que Frondizi tenía un arreglo con las empresas eléctricas antes de ser elegido. A poco de asumir Frondizi envió al Congreso un proyecto aprobando un acuerdo del Estado con la CADE, elaborado por la empresa madre Sofina, que fue aprobado como Ley N.º 14.772. La Ley dispuso crear una nueva empresa llamada Segba (Servicios Eléctricos del Gran Buenos Aires), integrada por la CADE y el Estado, que aportó nuevamente a la empresa el capital formalmente recibido, quedando liberados los accionistas privados de realizar inversiones. El acuerdo definitivo reconoció a la CADE el 72% del capital de la empresa y al Estado nacional el 28% restante, pero tres años después, Frondizi dispuso que el Estado argentino comprara las acciones de la CADE en Segba.

### Juan Carlos Delconte
En 1998 el juez en lo penal económico Guillermo Tiscornia condenó a 10 años de prisión al político de la UCR Juan Carlos Delconte, administrador nacional de Aduanas durante la gestión del presidente Raúl Alfonsín. Delconte fue acusado  por mal desempeño y comisión de delito en la instrucción de las controvertidas causas del oro y de la aduana paralela, Tiscornia responsabilizó a Delconte por contrabando agravado. Conforme la declaración de exfuncionarios de la Aduana, el producto obtenido por el contrabando se habría destinado a la Junta Coordinadora Nacional del radicalismo, que dirigía una oficina que funcionaba en Sarmiento al 600.

### Swiftgate
En diciembre de 1990, se supo que la empresa Swift Armour S.A. había denunciado que funcionarios del gobierno nacional a cargo del presidente Carlos Saúl Menem le reclamaban un pago de una "comisión" para la instalación de una nueva planta. En diciembre de 1990, el embajador Terence Todman, de Estados Unidos, envió una nota al gobierno argentino, en la que respaldó una denuncia recibida del frigorífico Swift que se había quejado por un pedido de coima para "agilizar" sus trámites de liberación de impuestos de maquinarias para su planta de Rosario. Como consecuencia de la crisis desatada, el asesor presidencial Emir Yoma debió renunciar a su cargo y Antonio Erman González dejó el Ministerio de Economía en manos del entonces canciller Domingo Felipe Cavallo. El gobierno argentino se esmeró en atender el caso con el objetivo de no dañar las relaciones entre ambos países.

### María Julia Alsogaray
María Julia Alsogaray (Buenos Aires, 8 de octubre de 1942 - Buenos Aires, 24 de septiembre de 2017) fue una ingeniera argentina militante del partido UCEDE (Unión del Centro Democrático). Durante las presidencias de Carlos Menem tuvo cargos en las empresas estatales SOMISA y Entel y fue Secretaria de Medio Ambiente. En ese período su patrimonio creció de 400.000 a 2,5 millones de dólares estadounidenses.
En la década del 2000 fue procesada y en mayo de 2004 recibió su primera condena por enriquecimiento ilícito. En 2015 fue hallada culpable por "administración fraudulenta en perjuicio del Estado" entre 1995 y 1998 junto con el segundo de Alsogaray en esa dependencia, Enrique Kaplan, que fue sentenciado a tres años y tres meses de prisión.
En abril de 2013 fue condenada, esta vez a cuatro años, por contratos que firmó como titular de la Secretaría de Recursos Naturales con la Universidad Nacional de Lomas de Zamora. Otro juicio tuvo sentencia en abril de 2014 donde fue condenada a cuatro años de prisión por contratos de fin de obra durante la privatización de ENTEL por el delito de "defraudación por administración fraudulenta".
En 2015 María Julia Alsogaray fue condenada a cumplir cuatro años de prisión domiciliaria por el Tribunal Oral en lo Criminal Federal N.º 6 porteño la condenó por "irregularidades en la contratación de pasantes". Fue la primera mujer funcionaria pública condenada a una pena de prisión efectiva.
El octubre de 2016 a María Julia Alsogaray se le otorgó la libertad condicional por cumplir los dos tercios del total de las dos condenas que la tenían en prisión domiciliaria.

### Ventas de armas a Ecuador y Croacia
El expresidente Carlos Menem, enrolado en el Partido Justicialista, que ejerció su cargo entre 1989 y 1999 fue condenado el 8 de marzo de 2013 por la Sala I de la Cámara de Casación por considerarlo coautor de contrabando agravado de un total de 6500 toneladas de armas y municiones con destino a Croacia y Ecuador.
Esta fue la primera vez en la historia que un expresidente de la Nación Argentina se sometió a la decisión de un Tribunal por un caso de corrupción. El juicio oral y público había comenzado el 18 de octubre de 2008. El 8 de marzo de 2013 la Sala I de la Cámara de Casación revocó las absoluciones de Carlos Menem y Oscar Camilión y los condenó por considerarlos coautores de contrabando agravado. Además fueron condenados Luis Sarlenga, Diego Palleros, Manuel Cornejo Torino, Jorge Cornejo Torino, Haroldo Fusari, Carlos Nuñez, Julio Sabra, Teresa Irañeta, Edberto González De la Vega y Carlos Franke. En tanto en el mismo fallo se ratificó el sobreseimiento de Emir Yoma, Enrique de la Torre y Mauricio Musí.
El 14 de junio de 2013 el Tribunal Oral en lo Penal Económico 3 fijo una pena de 7 años de prisión para Carlos Menem. El Tribunal consideró como agravantes que el expresidente "dañó la imagen internacional del país" e hizo peligrar la vida de los cascos azules argentinos destacados en la ex Yugoslavia, entre otros. Sin embargo, no ira preso hasta que la sentencia quede firme y el Senado vote su desafuero. Fue el primer Presidente de la Nación condenado por actos de corrupción.

## SigloXXI

### Ricardo Jaime
Ricardo Jaime fue el Secretario de Transporte durante la presidencia de Néstor Kirchner y Cristina Fernández de Kirchner, desde el año 2003 hasta que presentó la renuncia aduciendo razones personales el 1° de julio de 2009. Desde esa secretaría se repartían las subvenciones a los concesionarios de trenes y empresas de colectivos. El 29 de diciembre de 2015, Jaime fue declarado culpable del delito de defraudación contra la administración pública y descarrilamiento culposo por el Tribunal Oral Federal 2 y condenado a seis años de prisión por su responsabilidad en el accidente ferroviario.
Jaime fue condenado por dos casos de corrupción que admitió en octubre de 2015. Uno de ellos referido a la empresa Terminal de Buenos Aires (TEBA), dueña de la Terminal de Ómnibus de Retiro, que pagaba el alquiler del departamento donde vivía el funcionario encargado de controlar la concesión estatal. Jaime negoció con TEBA la extensión del contrato de la Terminal de Retiro desde 2006 hasta 2015. Además, se demostró que la empresa Trenes de Buenos Aires (TBA) le pagó 16 vuelos, algunos de Aerolíneas Argentinas y otros en taxis aéreos, para que el funcionario se tomara días de descanso. Jaime tenía a su cargo controlar esta empresa que explotaba trenes y colectivos.

### Felisa Miceli
Felisa Miceli fue nombrada Ministra de economía por el presidente Néstor Kirchner, el 28 de noviembre de 2005 renunció el 16 de julio de 2007, al hacerse público en la prensa que había sido hallada una bolsa de dinero en el botiquín del baño adyacente a su despacho, siendo condenada por administración fraudulenta" por Tribunal Oral Federal N.º 1, por unanimidad, a una pena de tres años de prisión en suspenso y seis años de inhabilitación para ejercer cargos públicos. Los jueces de la mayoría de la Sala II de la Casación dijeron que la pena era arbitraria, que no tenía fundamento, y apartaron al tribunal oral que había condenado a Miceli, reduciendo la pena. Fue la primera ministra de Economía de Argentina que tuvo una condena firme por corrupción.

### Fernando Niembro
La lupa se posó sobre Niembro luego de que el diario Tiempo Argentino revelara que la empresa La Usina fue contratada por el Gobierno de la Ciudad, a cargo de Mauricio Macri, por espacios de publicidad y la realización de encuestas, entre otras acciones. Se trató de más de 170 facturas por un monto superior a los $ 21 millones que fueron realizadas por contratación directa y nunca fueron publicados en el Boletín Oficial porteño.
Posteriormente se supo que la empresa tampoco tenía personal registrado y que el otro único cliente que tenía era el Banco Ciudad. Además, se detectaron múltiples irregularidades tanto en su inscripción societaria como ante la AFIP. Niembro fundó La Usina junto a su exsocio Alberto Atilio Meza en 2012, apenas dos meses antes de empezar a facturarle sus servicios al Ejecutivo porteño. El periodista vendió su participación en la compañía por sólo $ 20.000, cuando se perfilaba como posible candidato del PRO en la Provincia.

### Miguel del Sel
Político y militante del PRO, fue dos veces candidato a gobernador por la provincia de Santa Fe en 2011 y 2015 siendo derrotado en ambas ocasiones. Entre diciembre de 2013 y febrero de 2015 fue diputado de la Nación Argentina. El 17 de diciembre de 2015, fue designado por Mauricio Macri como Embajador de Argentina en Panamá, cargo que renunció el 12 de abril de 2017. En julio de 2018 la justicia electoral de Santa Fe encontró culpable por manejos turbios de dinero público en campaña del PRO durante 2011. La sanción fue impuesta por el juez federal de Santa Fe ,Reinaldo Rodríguez, y alcanzó también a Norberto Principato y al intendente de Funes, Diego Barreto.
Del Sel era el presidente del PRO en la provincia y los otros dos eran los tesoreros del partido. Los tres fueron procesados porque en el balance presentado por el PRO en 2012 no se detallan la procedencia ni el uso de los fondos de campaña.

### Julio de Vido
Julio de Vido, ministro de Obras Públicas entre el 25 de mayo de 2003 y el 10 de diciembre de 2015 durante las presidencias de Néstor Kirchner y Cristina Fernández de Kirchner  fue condenado el 10 de octubre de 2018 por el Tribunal Oral Federal 4, a cinco años y ocho meses de prisión por administración fraudulenta en perjuicio del Estado por no haber intervenido, en su rol para controlar la gestión de la empresa Trenes de Buenos Aires (TBA) y la prestación del servicio, lo cual llevó al accidente ferroviario en 2012, que tuvo como consecuencia 52 muertos y numerosos heridos.
El 22 de diciembre de 2020 la Cámara Federal de Casación Penal ratificó la condena.

### Amado Boudou
Amado Boudou, vicepresidente de la Nación desde el 10 de diciembre de 2011 al 9 de diciembre de 2015, fue condenado en agosto de 2018 a 5 años y 10 meses de prisión e inhabilitado de por vida para el ejercicio de cargos públicos, por los delitos de cohecho pasivo y negociaciones incompatibles con la función pública en el caso Ciccone, por un fallo del Tribunal Oral. La condena fue confirmada en 2019 por la Sala IV de la Cámara de Casación Penal, porque, según el tribunal, había quedado acreditado que el entonces vicepresidente había manipulado tres organismos del Estado, la Casa de Moneda, la AFIP y la Comisión Nacional de Defensa de la Competencia en su provecho económico. Boudou interpuso un recurso extraordinario contra esa sentencia y, en diciembre de 2020, la Corte Suprema de Justicia lo rechazó por unanimidad, con lo cual quedó firme la condena. Boudou permanece en arresto domiciliario. En enero de 2021 su abogada, Graciana Peñafort, anunció que realizaría una presentación ante la Corte Interamericana de Derechos Humanos (CIDH) por la situación de Boudou.

## Índice de percepción de corrupción de Transparencia Internacional

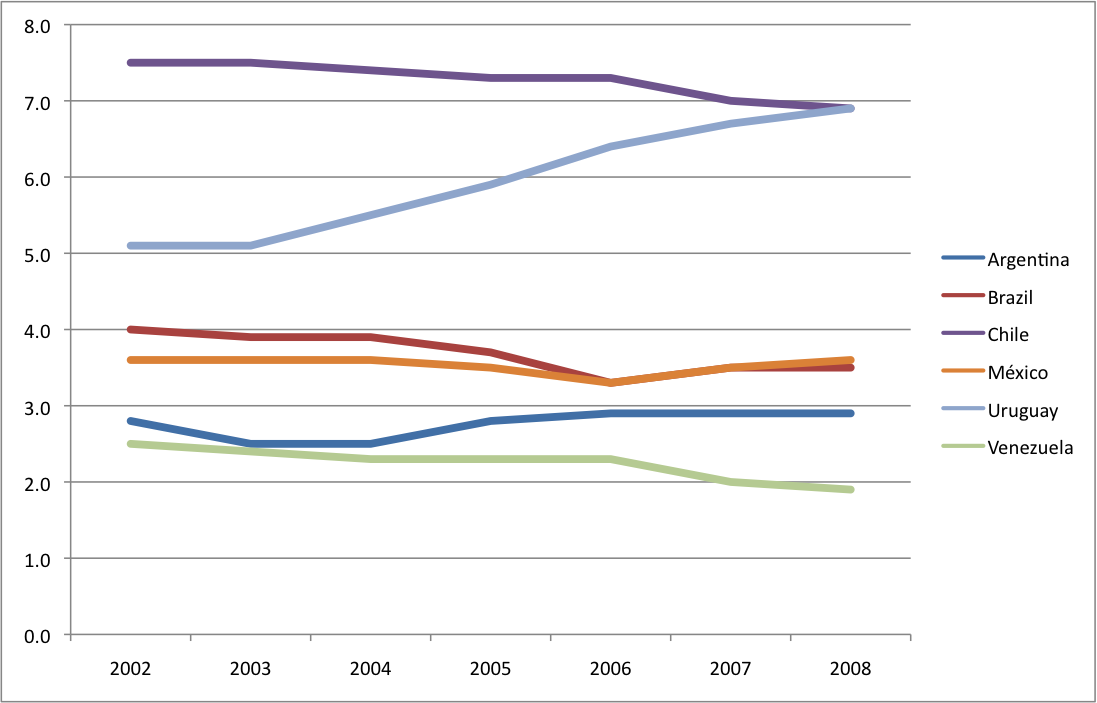
IPC - Latinoamérica 2002-2008.

Entre los organismos, estudiosos y empresas que estudian la corrupción en el mundo, se encuentra la ONG Transparencia Internacional, que publica un Índice de percepción de corrupción (IPC) con datos recabados por 13 instituciones internacionales. La encuesta mide la sensación de corrupción que en cada país tiene el grupo encuestado, asignándole un lugar destacado a los empresarios.
Según este Índice de Percepción de Corrupción, en 2012 Argentina quedó en el puesto 102 entre 174 países en el ranking de transparencia mientras que Brasil obtuvo el puesto 69.
Sobre las mediciones de corrupción debe tenerse presente lo siguiente expresado en la edición n.º 170 de Le Monde Diplomatique. pág. 5, de agosto de 2013:

(…) el Índice de Percepción de la Corrupción (CPI) elaborado por Transparencia Internacional, que permite clasificar en un ranking a casi doscientos países. Además de inducir a una confusión entre percepción y medición, el índice ha sido cuestionado porque recurre centralmente a consultoras financieras para realizar las evaluaciones, lo cual genera un fuerte sesgo que refleja lo que podríamos llamar genéricamente el punto de vista del mundo de los negocios. Según esta medición, en 2012 Argentina se ubicaba en el puesto 102, mientras que Chile, por tomar un ejemplo cercano, se ubica en el 20. ¿Argentina es un país mucho más corrupto que Chile? Desde este punto de vista sí, pero la información sólo da una pauta de la percepción. La otra gran herramienta de medición producida por la misma organización es el Barómetro Global de la Corrupción, que consulta a las personas sobre su exposición a casos de corrupción. Los datos de 2013 indican que, mientras que en Argentina entre un 2 % y un 7 % de los encuestados (dependiendo de las áreas de gobierno) reconocía haber pagado un soborno en los últimos doce meses, en Chile esa proporción se ubicaba entre el 3 % y el 11 %, y en EE.UU. entre el 6 % y el 15 %. Las percepciones no siempre coinciden con las prácticas.

Los datos de 2013 del Barómetro Global de la Corrupción indican que, mientras que en Argentina entre un 2 % y un 7 % de los encuestados (dependiendo de las áreas de gobierno) reconocía haber pagado un soborno en los últimos doce meses, esas cifras se habían elevado al 13% en 2019 que usaron servicios públicos en los últimos doce meses y admitió haber pagado algún tipo de soborno para acceder a ellos u obtener algo que necesitaban, pero menor al pico de 2017.